# Uladzislau Kravets
Uladzislau Kravets (en bielorruso: Уладзіслаў Кравец; 6 de julio de 1999) es un deportista bielorruso que compite en piragüismo en la modalidad de aguas tranquilas.
Ganó dos medallas en el Campeonato Mundial de Piragüismo de 2024 y tres medallas en el Campeonato Europeo de Piragüismo de 2024. Participó en los Juegos Olímpicos de París 2024, ocupando el cuarto lugar en la prueba de K1 1000 m.

## Palmarés internacional
| Campeonato Mundial | Campeonato Mundial      | Campeonato Mundial | Campeonato Mundial |
| Año                | Lugar                   | Medalla            | Competición        |
| ------------------ | ----------------------- | ------------------ | ------------------ |
| 2024               | Samarcanda (Uzbekistán) | Medalla de oro     | K4 500 m mixto     |
| 2024               | Samarcanda (Uzbekistán) | Medalla de bronce  | K1 500 m           |
| Campeonato Europeo |                         |                    |                    |
| Año                | Lugar                   | Medalla            | Competición        |
| 2024               | Szeged (Hungría)        | Medalla de oro     | K4 500 m           |
| 2024               | Szeged (Hungría)        | Medalla de oro     | K4 1000 m          |
| 2024               | Szeged (Hungría)        | Medalla de plata   | K2 500 m           |